# الوردانین
الوردانین (به عربی: الوردانین) یک شهرک در تونس است که در استان منستیر واقع شده‌است. الوردانین ۲۱٬۸۱۴ نفر جمعیت دارد.